# Bankarstvo u Republici Srpskoj
Bankarski sektor u Republici Srpskoj čine banke, lizing društva i mikrokreditne organizacije i fondacije. Nalazi se pod upravom Agencije za bankarstvo Republike Srpske kojom koordiniše Centralna banka Bosne i Hercegovine. U odnosu na Centralnu banku koja se primarno bavi makroekonomskim poslovima i valutnom stabilnošću, Agencija za Bankarstvo radi na očuvanju i jačanju stabilnosti bankarskog sistema Republike Srpske. Krajem 2019. godine na teritoriji Republike Srpske, širok spektar bankarskih usluga pružalo je devet privrednih banaka, 14 mikrokreditnih organizacija i jedan davalac lizinga. Većina banaka nalaze se u privatnom vlasništvu sa dominantnom zastupljenošću stranog kapitala. Platni promet i dnevne transakcije, uz nekoliko izuzetaka, vrši se u konvertibilnim markama (BAM). Pored tradicionalnih bankarskih usluga, dostupne su usluge elektronskog bankarstva i upotreba raznih debitnih i platnih kartica. Većina svetskih valuti, kao što su američki dolar ili evro, moguće je kupovati i prodavati kako u bankama tako i u menjačnicama. Većina banaka ima svoje bankomate и POS terminale.
Kao i u većini bankarskih sistema u svetu, nerezidenti imaju ograničenja u korišćenju bankarskih usluga u odnosu na rezidente Republike Srpske

## Istorija bankarskog sektora u Republici Srpskoj
Dve godine od uspostavljanja Dejtonskog mirovnog sporazuma, 1997. godine osnovana je Centralna banka Bosne i Hercegovine. Glavni zadaci novoosnovane institucije su monetarna politika i valutna stabilnost. Pod okriljem Centralne banke, nalaze se Agencija za bankarstvo Republike Srpske i Federacije BiH, koja su nadležne za izdavanje dozvola za rad i superviziju banaka u entitetima. Glavna organizaciona jedinica Centralne banke BiH za Republiku Srpsku je Glavna banka Republike Srpske Centralne banke Bosne i Hercegovine Banja Luka.

## Banke u Republici Srpskoj
U Republici Srpskoj registrovano je 10 banaka od kojih su dve u stečajnom postupku. Pored ovih banaka, na teritoriji Republike Srpske posluju i delovi sedam organizacijonih jedinica banaka iz Federacije BiH. Sedište većine banaka smešteno je u Banja Luci.
Bankarski sektor u Republici Srpskoj je krajem 2019. godine upošljavao oko 3.000 ljudi.
Prema podacima iz juna 2019. godine, korisnicima bankarskih usluga na raspolaganju je bilo 163 poslovne jedinice od čega 135 filijala banaka iz Republike Srpske i 28 filijala banaka i Federacije BiH. Takođe na raspolaganju su bila i 8.747 POS uređaja, 500 bankomata i 183 ostalih organizacionih delova.
Najširu mrežu filijala imaju Nova banka (64 filijale), NLB Banka (55 filijale), UniCredit Bank (36 filijale) i Аddiko Bank (35 filijale). Od banaka iz Federacije BiH, najširu mrežu poslovnih jedinica u R. Srpskoj ima Raiffeisen Bank sa 20 filijala.
| Logo | Naziv banke                                            | Sedište banke | Filijale i poslovne jedinice | Ostali organiz. delovi | POS uređaji | Bankomati | SVIFT    |
| ---- | ------------------------------------------------------ | ------------- | ---------------------------- | ---------------------- | ----------- | --------- | -------- |
|      | „UniCredit Bank” a.d. Banja Luka                       | Banja Luka    | 36                           | 0                      | 8           | 60        |          |
|      | „Addiko Bank" a.d. Banja Luka                          | Banja Luka    | 34                           | 1                      | 0           | 50        |          |
|      | „NLB banka” a.d. Banja Luka                            | Banja Luka    | 9                            | 46                     | 1860        | 75        | RAZBBA22 |
|      | „Sberbank” a.d. Banja Luka                             | Banja Luka    | 12                           | 16                     | 1305        | 42        | SABRBA2B |
|      | „Pavlović International Bank” a.d. Slobomir, Bijeljina | Bijeljina     | 6                            | 19                     | 30          | 10        |          |
|      | „Nova banka” a.d. Banja Luka                           | Banja Luka    | 14                           | 50                     | 2608        | 106       | NOBIBA22 |
|      | „Komercijalna banka” a.d. Banja Luka                   | Banja Luka    | 9                            | 9                      | 13          | 23        | KOBBBA22 |
|      | „MF banka” a.d. Banja Luka                             | Banja Luka    | 15                           | 8                      | 0           | 23        | MFBLBA22 |
|      | „UniCredit Bank” d.d. Mostar                           | Mostar        | 4                            | 0                      | 989         | 13        | BLBABA22 |
|      | „ProCredit Bank” d.d. Sarajevo                         | Sarajevo      | 1                            | 1                      | 0           | 6         |          |
|      | „Raiffeisen Bank” d.d. Sarajevo                        | Sarajevo      | 8                            | 20                     | 1901        | 62        |          |
|      | „Intesa San Paolo banka” d.d. Sarajevo                 | Sarajevo      | 3                            | 3                      | 10          | 9         |          |
|      | „Sparkasse Bank” d.d. Sarajevo                         | Sarajevo      | 6                            | 0                      | 0           | 10        |          |
|      | „Ziraat Bank” d.d. Sarajevo                            | Sarajevo      | 3                            | 0                      | 23          | 6         | TZBBBA22 |
|      | „Bosna Bank International” d.d. Sarajevo               | Sarajevo      | 3                            | 0                      | 0           | 5         | BBIBBA22 |

Državno učešće u akcionarskom kapitalu banaka je vrlo nisko. U vlasničkoj strukturi dominira većinski privatni kapital koji uglavnom potiče iz stranog privatnog kapitala. Samo jedna banka iz Republike Srpske ima državni akcionarski kapital. Sredinom 2019. godine, akcionarski kapital bankarskog sektora iznosio je 632,7 miliona KM. U ukupnoj strukturu akcionarskog kapitala, strani privatni kapital imao je učešće od 72%, dok je domaći privatni kapital iznosio 28%. Oko 34% stranog privatnog kapitala poticalo je iz Austrije, 15,1% iz Italije, 9.9 iz Slovenije i 9,6 iz Srbije.
| Struktura akcionarskog kapitala u KM                   | Struktura akcionarskog kapitala u KM | Struktura akcionarskog kapitala u KM | Struktura akcionarskog kapitala u KM | Struktura akcionarskog kapitala u KM | Struktura akcionarskog kapitala u KM | Struktura akcionarskog kapitala u KM |
| ------------------------------------------------------ | ------------------------------------ | ------------------------------------ | ------------------------------------ | ------------------------------------ | ------------------------------------ | ------------------------------------ |
| Banke                                                  | Privatni kapital                     | Privatni kapital                     | Državni kapital                      | Državni kapital                      | Zadružni kapital                     | Zadružni kapital                     |
| Banke                                                  | Iznos                                | %                                    | Iznos                                | %                                    | Iznos                                | %                                    |
| „Nova banka” a.d. Banja Luka                           | 134.352                              | 21,4                                 | 0                                    | 0,0                                  | 286                                  | 81,3                                 |
| „UniCredit Bank” a.d. Banja Luka                       | 97.019                               | 15,5                                 | 0                                    | 0,0                                  | 36                                   | 10,2                                 |
| „NLB banka” a.d. Banja Luka                            | 62.003                               | 9,9                                  | 0                                    | 0,0                                  | 0                                    | 0,0                                  |
| „Sberbank” a.d. Banja Luka                             | 62.198                               | 9,9                                  | 0                                    | 0,0                                  | 0                                    | 0,0                                  |
| „Addiko Bank” a.d. Banja Luka                          | 153.090                              | 24,4                                 | 1                                    | 0,0                                  | 3                                    | 0,9                                  |
| „MF banka” a.d. Banja Luka                             | 46.841                               | 7,5                                  | 0                                    | 0,0                                  | 0                                    | 0,0                                  |
| „Komercijalna banka” a.d. Banja Luka                   | 60.000                               | 9,6                                  | 0                                    | 0,0                                  | 0                                    | 0,0                                  |
| „Pavlović International Bank” a.d. Slobomir, Bijeljina | 11.805                               | 1,9                                  | 5.000                                | 100,0                                | 27                                   | 7,7                                  |

## Mikrokreditne organizacije u Republici Srpskoj
Mikrokreditni sektor Republike Srpske čini 14 mikrokreditnih organizacija iz R. Srpske i 8 mikrokreditnih organizacija čije je sedište u Federaciji BiH. Mikrokreditne organizacije iz R. Srpske čine 11 mikrokreditnih društava sa profitabilnom strukturom i 3 mikrokreditne fondacije kao neprofitne organizacije. U periodu od 2015. do 2019. godine, broj mikrokreditora povećao se za 133%.
Mikrokreditni sektor u R. Srpskoj, sredinom 2019. godine, upošljavao je 806 radnika od kojih je 490 bilo zaposleno u organizacijama i fondacijama iz R. Srpske a 316 iz organizacija i fondacija iz Federacije BiH.

## Spoljašnje veze
- Agencija za bankarstvo Republike Srpske
- Centralna banka Bosne i Hercegovine
- Privredna komora Republike Srpske